# Очоа, Леонорильда
Леонорильда Очоа Пагаса (исп. Leonorilda Ochoa Pagaza) (30 октября 1937, Мехико, Мексика — 22 мая 2016, там же) — выдающиеся (исп. destacada) мексиканская актриса-комик.

## Биография
Родилась 30 октября 1937 года в Мехико. После окончания средней школы поступила в Институт Мехико на бухгалтерскую специальность, но отучившись там два года решила связать свою жизнь с кинематографом и оставила институт. В мексиканском кинематографе дебютировала в 1965 году и с тех пор снялась в 28 работах в кино и телесериалах, но актриса снималась не только в кино, ну а также во многих юмористических телепередачах и юмористических концертах. В 1997 году актриса заболела Болезнью Альцгеймера, которая стала прогрессировать к 2007 году. Из-за своего тяжёлого состояния, актриса была переведена в дом престарелых. В 2016 году состояние актрисы стало критическим, и её из дома престарелых госпитализировали.
Скончалась 22 мая 2016 года в больнице Мехико в 04:25 утра от Болезни Альцгеймера.

## Фильмография

### Кино
- Se me hizo agua la canoa (1994)
- El superman... Dilon (1993)
- Las caguamas ninja (1991) …. Petisa
- No tan virgen (1991)
- Raptóla, violóla y matóla (1989)
- Cinco nacos asaltan Las Vegas (1987)
- ¡Qué familia tan cotorra! (1973) …. La Pecas
- Los Beverly de Peralvillo (1971) …. La Pecas
- La cigüeña sí es un bicho (1971)
- La mujer de oro (1970)
- Capulina Speedy González (1970) …. Rosita Smith
- Cazadores de espías (1969)
- Romance sobre ruedas (1969)
- Muñecas peligrosas (1969) …. Leonor
- Con licencia para matar (1968) …. Leonor
- Amor en las nubes (1968)
- Caballos de acero (1967)
- Novias impacientes (1967)
- Los años verdes (1967)
- Amor a ritmo de go-go (1966)
- Despedida de soltera (1966) …. Laura
- La alegría de vivir (1965)
- El dengue del amor (1965)

### Многосезонные ситкомы и прочие постановки
- Desde Gayola (2003)
- Женщина, случаи из реальной жизни (1997—2003)
- Los nuevos Beverly (1996)
- Las solteras del 2 (1987)
- Salón de belleza (1985)
- La carabina de Ambrosio (1983—1984)
- Hogar dulce hogar (1983)
- La familia Burrón (1974) …. Borola
- La media Ochoa (1972)
- Do-Re-Mi de costa a costa (1969)
- Los Beverly de Peralvillo (1968—1971) …. La Pecas
- Domingos Herdez (1962)
- Chucherías (1962)
- Cómicos y canciones (1956)

### Теленовеллы
- Código postal (2006—2007) …. Yuyita
- Руби (2004) …. Dolores Herrera «Doña Lola»
- Таковы эти женщины (2002) …. Rita Díaz
- Cuento de Navidad (1999) …. Vecina
- Alma rebelde (1999) …. Chonita
- Живу ради Елены (1998) …. Aurora
- Alcanzar una estrella (1990) …. Soledad
- Morir para vivir (1989) …. Milagros